# 小柳奈穂子
小柳 奈穂子（こやなぎ なおこ、1976年9月17日 - ）は、宝塚歌劇団所属の演出家。東京都出身。
光塩女子学院中等科・高等科、慶應義塾大学文学部図書館情報学科卒業。

## 略歴
- 1998年、宝塚歌劇団の嘱託の演出助手となる[3]。
- 1999年、宝塚歌劇団入団[3]。
- 2002年、バウホール公演『SLAPSTICK』で演出家デビュー[3]。
- 2003年、『アメリカン・パイ』で原作の萩尾望都の繊細な作品世界を舞台上に再現する試みを行う。
- 2004年、『NAKED CITY』で主演・彩吹真央の趣味であるカメラを作品に取り入れた。
- 2011年、『めぐり会いは再び -My only shinin' star-』で、大劇場演出デビュー[4]。

## 人物・エピソード
長野県松本市で出生、東京都で育ち、4歳から10歳まで大阪府で暮らした。
小学生の頃からインドア派で、童話、文豪もの、SF、少女漫画、ミステリーなど手当たり次第に本を読んでいた。小劇場系の芝居やMGMのミュージカル映画などを好んでいた。
高校3年生のとき、先輩から借りた小池修一郎演出の『PUCK』のビデオを観て衝撃を受けた。男役という非日常の存在が、日本人が日本語で歌うミュージカルの違和感を取り払い、独特のリアリティーを実現する面白さに魅せられたという。
小池修一郎の出身校である慶應義塾大学に進学し、大学時代は小劇場でプロデューサーなど制作に3年間携わっていた。
宝塚歌劇団演出部では植田景子、児玉明子に次ぐ3人目の女性採用だった。

## 宝塚歌劇団での舞台作品

### 作・演出

#### 大劇場作品（宝塚大劇場、東京宝塚劇場）
- ロマンティック・ミュージカル『めぐり会いは再び -My only shinin' star-』（2011年 星組 主演：柚希礼音）[6]＊大劇場デビュー作
- ロマンティック・ミュージカル『めぐり会いは再び 2nd 〜Star Bride〜』（2012年 - 2013年 星組 主演：柚希礼音）
- ミュージカル『Shall we ダンス?』（2013年 - 2014年 雪組 主演：壮一帆）
- ミュージカル『ルパン三世 -王妃の首飾りを追え!-』（2015年 雪組 主演：早霧せいな）
- ミュージカル・コメディ『幕末太陽傳』（2017年 雪組 主演：早霧せいな）
- ミュージカル・オリエント『天は赤い河のほとり』（2018年 宙組 主演：真風涼帆）
- ミュージカル・フルコース『GOD OF STARS -食聖-』（2019年 星組 主演：紅ゆずる）
- ミュージカル浪漫『はいからさんが通る』（2020年 花組 主演：柚香光）[7]
- ミュージカル・キネマ『今夜、ロマンス劇場で』（2022年 月組 主演：月城かなと）
- ミュージカル・エトワール『めぐり会いは再び next generation－真夜中の依頼人（ミッドナイト・ガールフレンド）－』（2022年 星組 主演：礼真琴）
- オペレッタ・ジャパネスク『鴛鴦歌合戦（おしどりうたがっせん）』（2023年 花組 主演：柚香光）[8]

#### その他の公演の作品
- バウ・ミュージカル『SLAPSTICK』（2002年 月組 宝塚バウホール、日本青年館 主演：霧矢大夢）＊演出家デビュー作
- バウ・ミュージカル『アメリカン・パイ』（2003年 雪組 宝塚バウホール、日本青年館 主演：貴城けい）
- バウ・ミュージカル『NAKED CITY』（2004年 花組 宝塚バウホール、日本青年館 主演：彩吹真央）
- 『シルバー・ローズ・クロニクル』（2007年 雪組 シアタードラマシティ、日本青年館 主演：彩吹真央）
- バウ・ミュージカルプレイ『二人の貴公子』（2009年 月組 宝塚バウホール 主演：龍真咲、明日海りお）
- ミュージカル『シャングリラ -水之城-』（2010年 宙組 シアタードラマシティ、日本青年館 主演：大空祐飛）
- バウ・ラブ・アドベンチャー『アリスの恋人 -Alice in Underground Wonderland-』（2011年 月組 宝塚バウホール、日本青年館 主演：明日海りお）
- ミュージカル『フットルース』（2012年 雪組 梅田芸術劇場メインホール、博多座 主演：音月桂）＊潤色・演出
- ミュージカル『怪盗楚留香外伝 -花盗人-』（2013年 星組 中日劇場、台湾公演 主演：柚希礼音）
- バウ・ミュージカル『かもめ』（2014年 星組 宝塚バウホール 主演：礼真琴）
- ミュージカル『キャッチ・ミー・イフ・ユー・キャン』（2015年 星組 赤坂ACTシアター、シアタードラマシティ 主演：紅ゆずる）＊日本語脚本、歌詞、演出
- ギリシャ悲劇『オイディプス王』（2015年 専科 宝塚バウホール 主演：轟悠）
- マサラ・ミュージカル『オーム・シャンティ・オーム －恋する輪廻－』（2017年 星組 東京国際フォーラムホールC・梅田芸術劇場メインホール 主演：紅ゆずる）
- ミュージカル浪漫『はいからさんが通る』（2017年 花組 シアタードラマシティ、日本青年館 主演：柚香光）
- 異次元武侠ミュージカル『Thunderbolt Fantasy 東離劍遊紀』（2018年 星組 梅田芸術劇場メインホール、日本青年館、台湾公演 主演：紅ゆずる）
- ミュージカル『群盗-Die Räuber-』－フリードリッヒ・フォン・シラー作「群盗」より－（2019年 宙組 シアタードラマシティ、日本青年館 主演：芹香斗亜）

#### コンサート
- 龍真咲コンサート『Voice』（2016年 月組 赤坂ACTシアター、シアタードラマシティ）

### 演出のみ

#### 大劇場作品
- ミュージカル『エリザベート -愛と死の輪舞-』（2016年 宙組 主演：朝夏まなと）＊小池修一郎と共同演出
- ミュージカル・ロマン『うたかたの恋』（2023年 花組 主演：柚香光）

#### その他の公演の作品
- バウ・ワークショップ『おーい春風さん』（2003年 宙組 宝塚バウホール 主演：華宮あいり）
- バウ・ワークショップ『恋天狗』（2003年 花組 宝塚バウホール 主演：蘭寿とむ）
- 宝塚ロマン『はばたけ黄金の翼よ』（2019年 雪組 全国ツアー 主演：望海風斗）＊脚本・演出
- 江戸切絵『川霧の橋』（2021年 月組 博多座 主演：月城かなと）

### ディナーショーの構成・演出
- 涼紫央ディナーショー『0 〜Love〜』（2011年 第一ホテル東京、宝塚ホテル）
- 蒼乃夕妃ミュージック・サロン『VERY BEST OF ME』（2012年 宝塚ホテル）
- 夢咲ねねミュージック・サロン『N-Style』（2015年 宝塚ホテル）
- 愛希れいかミュージック・パフォーマンス『Wonder of Love』（2015年 宝塚ホテル、第一ホテル東京）
- 綺咲愛里ミュージック・サロン『My Melody』（2019年 宝塚ホテル）
- 華優希スペシャルライブ『華詩集』（2021年 宝塚ホテル）

### 新人公演担当
- 1999年 花組『タンゴ・アルゼンチーノ』[9]
- 2000年 月組『LUNA』[10]
- 2000年 月組『ゼンダ城の虜』[11]
- 2001年 月組『大海賊』[12]
- 2002年 月組『長い春の果てに』[13]
- 2003年 月組『薔薇の封印』[14]
- 2005年 月組『エリザベート』[15]
- 2005年 雪組『霧のミラノ』[16]
- 2006年 宙組『NEVER SAY GOODBYE』[17]
- 2006年 雪組『堕天使の涙』[18]
- 2007年 雪組『エリザベート』[19]
- 2008年 星組『THE SCARLET PIMPERNEL』[20]
- 2009年 月組『エリザベート』[21]
- 2009年 宙組『カサブランカ』[22]
- 2010年 宙組『誰がために鐘は鳴る』[23]
- 2013年 雪組『Shall we ダンス?』[24]
- 2023年 花組『うたかたの恋』[25]

### 演出助手
（）は主たる演出家
- 1999年　花組『夜明けの序曲（東京公演）』（植田紳爾）、宙組『Crossroad』（正塚晴彦）、宙組『ザ・レビュー'99』（岡田敬二）、花組『タンゴ・アルゼンチーノ』（小池修一郎）、花組『ザ・レビュー'99』（岡田敬二）
- 2000年　宙組『GLORIOUS!』（藤井大介）、月組『LUNA』（小池修一郎）、月組『BLUE・MOON・BLUE』（齋藤吉正）、雪組『ささら笹舟』（谷正純、バウホール）、月組『ゼンダ城の虜』（木村信司）、花組『Asian Sunrise』（岡田敬二）
- 2001年　星組『花の業平』（尾上菊之丞）、星組『夢は世界をかけめぐる』（草野旦）、月組『大海賊』（中村暁）、雪組『血と砂』（齋藤吉正、バウホール）
- 2002年　花組『琥珀色の雨にぬれて』（正塚晴彦）、専科・雪組・花組『風と共に去りぬ』（植田紳爾、日生劇場特別公演）、月組『長い春の果てに』（石田昌也）、雪組『ホップ スコッチ』（太田哲則）
- 2003年　花組『おーい春風さん』（川上正和、バウホール）、宙組『満天星大夜總会』（齋藤吉正）、月組『なみだ橋 えがお橋』（谷正純、バウホール）、月組『薔薇の封印』（小池修一郎）
- 2004年　花組『アプローズ・タカラヅカ!』（三木章雄・藤井大介・齋藤吉正）、星組『ロマンチカ宝塚'04』（荻田浩一）、雪組『タカラヅカ・ドリーム・キングダム』（三木章雄・藤井大介・齋藤吉正）
- 2005年　月組『エリザベート』（小池修一郎）、雪組『霧のミラノ』（中村暁）、宙組『ネオ・ヴォヤージュ』（三木章雄）
- 2006年　宙組『NEVER SAY GOODBYE』[小池修一郎）、雪組『堕天使の涙』（植田景子）、雪組『タランテラ!（東京公演）』（荻田浩一）
- 2007年　花組『明智小五郎の事件簿―黒蜥蜴』（木村信司）、雪組『エリザベート』（小池修一郎）
- 2008年　月組『ME AND MY GIRL』（三木章雄）、星組『THE SCARLET PIMPERNEL』（小池修一郎）

## 宝塚歌劇団以外での作品

### 舞台
- 『エリザベート TAKARAZUKA25周年 スペシャル･ガラ･コンサート』（2021年）＊演出[26]

### 映画
- 『赤線』（2004年）＊脚本